# Brenda Bowskill
Brenda Bowskill, född 21 april 1992, är en kanadensisk seglare.
Bowskill tävlade för Kanada vid olympiska sommarspelen 2016 i Rio de Janeiro, där hon slutade på 16:e plats i laser radial.